# Herb gminy Kłodawa (powiat gorzowski)
Herb gminy Kłodawa – jeden z symboli gminy Kłodawa, ustanowiony 24 marca 1990.

## Wygląd i symbolika
Herb przedstawia na tarczy koloru zielonego złoty kłos zboża stojący na brązowej kłodzie, a przed nim skrzyżowane: kosa i grabie ze srebrnymi okuciami, skierowane w dół. Nawiązują one do rolniczego charakteru gminy oraz do przedwojennej pieczęci gminy. 